# Грегор Штрассер
Гре́гор Штра́ссер (нім. Gregor Strasser; 31 травня 1892 — 30 червня 1934) — один із засновників і лідерів НСДАП, представник соціалістичного крила партії. Вбитий під час «ночі довгих ножів». Старший брат Отто Штрассера.

## Ранні роки
Грегор Штрассер народився в баварському Гайзенфельді. Учасник Першої світової війни — капітан, нагороджений Залізним хрестом 1-го і 2-го класу. Після війни став власником аптеки.

## Лідер НСДАП
1923 року намагався допомогти Гітлеру в «пивному путчі». Після арешту Гітлера заміщав його на посаді лідера НСДАП і прагнув реально витіснити його з посади голови партії. 1924 року продав аптеку і став видавати газету Berliner Arbeiterzeitung («Берлінер арбайтерцайтунг» — «Берлінська робоча газета»), редактором якої став Отто Штрассер, його рідний брат. Своїм особистим секретарем він призначив Йозефа Геббельса, знявши з цієї посади Генріха Гіммлера. Геббельс став також заступником головного редактора в його фірмі «Кампфферляґ».
Штрассер був представником соціалістичного крила НСДАП. Спираючись на соціалістичні очікування нижчих класів, значно підняв популярність партії, перетворивши її з маргінальної організації в Нижній Саксонії в загальнонаціональну партію: з 1925 по 1931 рік кількість членів збільшилася з 27 тисяч до 800 тисяч.
Штрассер заперечував проти расистських пунктів програми НСДАП. На цьому ґрунті у нього виникали великі розбіжності з Гітлером. На одній з партійних конференцій Штрассер почав люто сперечатися з Гітлером про ступінь соціалізму в русі. Його підтримав Геббельс, який заявив, що «дрібний буржуа Адольф Гітлер має бути виключений з партії». Однак потім Геббельс зрозумів, що сила на боці Гітлера і переметнувся в його табір, чого Штрассер ніколи не міг йому пробачити.
1926 року Штрассер очолив пропагандистську ділянку партійної роботи. 1932 року він став керувати і оргпартроботою; незважаючи на займані посади, він постійно сварився з Гітлером. Коли в липні 1932 року нацисти перемогли на виборах до рейхстагу, Гітлер призначив головою фракції не його, як він спочатку збирався, а Германа Герінга. Штрассер був ображений. Коли в січні 1933 року глава уряду Курт фон Шлейхер запропонував йому посаду віце-канцлера, Штрассер погодився. За це Гітлер звинуватив його в спробах розколоти партію. Через ці партійні розбіжності він кинув все і поїхав до Італії, в результаті чого опинився не при справах, втратив весь свій вплив в партії, його місце заступника Гітлера зайняв Рудольф Гесс. Незадовго до своєї загибелі Штрассер майже помирився з Гітлером: той вручив Штрассеру золотий партійний знак НСДАП і партквиток № 9 і розглядав як кандидатуру на посаду міністра внутрішніх справ.

## Загибель
Гіммлер і Герінг, що знаходилися у ворожих відносинах зі Штрассером, прийняли рішення про його фізичну ліквідацію. У «ніч довгих ножів» він був заарештований і застрелений в тюремній камері 30 червня 1934 року. При цьому офіційно було оголошено про самогубство.

## Нагороди
- Залізний хрест 2-го і 1-го класу
- Орден «За заслуги» (Баварія) 4-го класу з мечами
- Золотий партійний знак НСДАП